# Mihajlo Andrić
Mihajlo Andrić (in serbo Михајло Андрић?; Kruševac, 4 gennaio 1994) è un cestista serbo.

## Palmarès
- Campionato serbo: 2

Partizan Belgrado: 2012-13, 2013-14
- Coppa di Serbia: 1

Partizan Belgrado: 2018